# Suka Maju (Air Nipis)
Suka Maju is een bestuurslaag in het regentschap Bengkulu Selatan van de provincie Bengkulu, Indonesië. Suka Maju telt 1157 inwoners (volkstelling 2010).